# レディオ4
レディオ4（Radio 4、レディオ・フォー）は、アメリカ合衆国ニューヨーク出身のダンス・パンク・バンド。ポストパンクやニュー・ウェーヴからの影響を強く感じさせる、ダンサブルでディスコティックなパンク・サウンドを奏でる4人組。2000年代のダンス・パンク・ムーブメントの中でも最初期に成功したバンドで、1999年から2012年まで活動していた。

## 来歴
1999年、アンソニー・ローマン、トミー・ウィリアムズ、グレッグ・コリンズの3人によりレディオ4が結成され、ニューヨークで活動していたバンドは後にジェラルド・ギャローンとPJ・オコナーを加え5人編成となる。バンド名の「レディオ4」はP.I.L（パブリック・イメージ・リミテッド）のセカンド・アルバム『メタルボックス』の曲名から取られた。バンドの中心人物であるアンソニーは叔父の影響でパンクやロカビリーを聴きながら育ちポスト・パンク・バンドの経験もあったが、レディオ4結成頃から聴き始めたというダンス・ミュージックにも惹かれており、その2つの音楽を組み合わせることはできないかと考えるようになる。2000年、デビュー・アルバム『ザ・ニュー・ソング・アンド・ダンス』をリリース。低予算の状況の下で作られたそのアルバムは、リズミカルでダンサブルである一方、パンクの攻撃性やエッジを持ったもので、批評家からはザ・クラッシュのようだと例えられるようなサウンドに仕上がった。
2001年、バンドは大きな転機を迎えることになる。プロデューサー・チームのDFAと出会い、EP『ダンス・トゥ・ジ・アンダーグラウンド』をリリースする。翌2002年、引き続きDFAがプロデュースしたセカンド・アルバム『ゴッサム!』は、勢いに乗り始めていたポストパンク・リバイバルの流れとも同調し、大成功をおさめる。
2004年、バンドはEMI系のAstralwerksへと移籍。プライマル・スクリームなどを手がけたマックス・ヘイズのプロデュースのもとサード・アルバム『スティーリング・オブ・ア・ネイション』をリリースする。2000年の大統領選挙、911、イラク戦争など、バンドがニューヨークから見てきたアメリカの状況を色濃く反映した内容のアルバムで、政治色の強い作品となった。アンソニーはインタビューで「僕らは自分達の目で見たニューヨークを描いてるつもりなんだ。どんなことが起きていて、それがどう影響を与えているか、とかね。そういうことが、僕達にとってはすごく大事なテーマなんだ」と述べている。
2005年、オリジナル・メンバーだったトミーが脱退、新メンバーにデイヴ・ミローヌを迎える。さらにマネージメントの変更などもあり、新生レディオ4となった彼らはその勢いが冷めぬうちにアルバムの制作に取り掛かった。レコーディングはロンドンで行われ、マッシヴ・アタックやカサビアンなど大胆なミックスで知られるジャグズ・クーナーがプロデューサーに迎えられた。2006年、4枚目のアルバム『エネミーズ・ライク・ディス』がリリースされた。
2008年4月にジェラルド・ギャローンが脱退。2012年にニューヨークで開催されたCBGBフェスティバルに出演したのがバンドの最後となった。アンソニー・ローマンとデイヴ・ミローヌはオレンジ・カセット（Orange Cassettes）として、エレファント（Elefant）の元メンバーと共に時折共演している。

## メンバー

### 解散時のメンバー
- アンソニー・ローマン (Anthony Roman) - ボーカル、ベース
- グレッグ・コリンズ (Greg Collins) - ドラム
- PJ・オコナー (P.J. O'Connor) - パーカッション、ボーカル
- デイヴ・ミローヌ (Dave Milone) - ギター、ボーカル

### 過去のメンバー
- ジェラルド・ギャローン (Gerard Garone) - キーボード、ベース、ギター （2001年11月 - 2008年4月）
- アンソニー・リッツォ (Anthony Rizzo) - ギター （2001年5月ツアーのみ）
- トミー・ウィリアムズ (Tommy Williams' - ギター、ボーカル （1998年11月 - 2005年1月）

## ディスコグラフィ

### スタジオ・アルバム
- 『ザ・ニュー・ソング・アンド・ダンス』 -  The New Song & Dance (2000年、Gern Blandsten Records)
- 『ゴッサム!』 -  Gotham! (2002年、Gern Blandsten Records)
- 『スティーリング・オブ・ア・ネイション』 -  Stealing of a Nation (2004年、Astralwerks)
- 『エネミーズ・ライク・ディス』 -  Enemies Like This (2006年、Astralwerks)